# Discographie de Clara Morgane
Cette page présente la liste des albums, des singles et des EP de la chanteuse Clara Morgane ainsi que leur classement.

## Albums

### Albums studio
| Année | Album                                                           | Classements |
| ----- | --------------------------------------------------------------- | ----------- |
| 2007  | DéClaraTions - Sortie : 18 juin 2007 - Label : Columbia Records | 46          |
| 2010  | Nuits Blanches - Sortie : 29 novembre 2010 - Label : Sony Music | 108         |
| 2014  | So Excited - Sortie : 10 octobre 2014 - Label : PCM             | -           |
| 2023  | 7 - Sortie : 7 septembre 2023 - Label : PCM                     | -           |

### Compilations
Les albums suivants sont des compilations, réunissant de nombreux artistes du moment, dans lesquelles Clara Morgane est présente.
| Année | Album                                                                         | Classements | Titre                      |
| ----- | ----------------------------------------------------------------------------- | ----------- | -------------------------- |
| 2007  | Été 2007 - Sortie : 16 juin 2007 - Label : Sony BMG                           | 11          | J'aime (feat Lord Kossity) |
| 2007  | NRJ Summer Hit 2007 - Sortie : 13 juillet 2007 - Label : Wea                  | 170         | J'aime (feat Lord Kossity) |
| 2007  | M6 Hits - Sortie : 23 juillet 2007 - Label : U.L.M.                           | -           | J'aime (feat Lord Kossity) |
| 2007  | Hit Machine Summer 2007 - Sortie : 3 août 2007 - Label : Sony BMG             | 25          | Sexy Girl                  |
| 2010  | Plus de Hits Dancefloor 2010 - Sortie : 30 août 2010 - Label : Sony Music     | -           | Le diable au corps         |
| 2010  | No. 1 Dancefloor, Vol. 2' - Sortie : 11 octobre 2010 - Label : Sony Music     | -           | Le diable au corps         |
| 2010  | R&B Français : Itunes Essentials' - Sortie : 6 décembre 2010 - Label : Itunes | -           | Le diable au corps         |
| 2011  | Plus de Hits pour 2011 - Sortie : 24 janvier 2011 - Label : Sony Music        | -           | Le diable au corps         |
| 2011  | Summer Hits 2011 - Sortie : 27 juin 2011 - Label : Sony Music                 | 1           | Good Time                  |
| 2011  | Sea, Hits and Sun - Sortie : 5 septembre 2011 - Label : Sony Music            | -           | Good Time                  |

## Singles
| Année | Single                       | Album          |
| ----- | ---------------------------- | -------------- |
| 2007  | J'aime                       | DéClaraTions   |
| 2007  | Sexy Girl                    | DéClaraTions   |
| 2008  | Nous deux                    | DéClaraTions   |
| 2010  | Le Diable au Corps           | Nuits Blanches |
| 2011  | Il                           | Nuits Blanches |
| 2011  | Good Time                    | Nuits Blanches |
| 2011  | Mademoiselle X               | Nuits Blanches |
| 2012  | Je t’adore                   | N/A            |
| 2012  | Comme un Boomerang           | N/A            |
| 2014  | I'm So Excited               | So Excited     |
| 2015  | Eve                          | So Excited     |
| 2015  | Mon Étage                    | So Excited     |
| 2016  | Ouvre                        | So Excited     |
| 2021  | Travesti                     | N/A            |
| 2023  | La Marelle (avec Ycare)      | Nos futurs     |
| 2023  | Déshabillez-moi              | 7              |
| 2024  | Et bleu (avec Pascal Obispo) | 7              |

## Clips vidéo
| Année | Titre                  | Réalisateur        | Lieu de tournage     | Album                         | Notes                                              |
| ----- | ---------------------- | ------------------ | -------------------- | ----------------------------- | -------------------------------------------------- |
| 2001  | Ho Ho                  | Inconnu            | Hangar               |                               | Vidéoclip d'Organiz                                |
| 2005  | Beautiful Things       | Jean Louis Cruz    | Inconnu              | Vidéoclip de Tiësto VS Andain |                                                    |
| 2006  | Oh No                  | Inconnu            | Studio français      | Vidéoclip de Lord Kossity     |                                                    |
| 2007  | J'aime                 | Thierry Vergnes    | Studio français      | DéCLARAtions                  |                                                    |
| 2007  | Sexy Girl              | Thierry Vergnes    | Studio français      | DéCLARAtions                  | Musique du making of Calendrier 2008 Clara Morgane |
| 2007  | Nous Deux              | Clara Morgane      | Paris                | DéCLARAtions                  |                                                    |
| 2009  | IL                     | Martin Fougerol    | Studio parisien      | Nuits Blanches                |                                                    |
| 2010  | Le Diable au Corps     | Julien Bloch       | Paris                | Nuits Blanches                | Musique de la publicité pour Adrexo                |
| 2010  | Good Time              | Julien Bloch       | Corse                | Nuits Blanches                | Générique de A la recherche du Grand Amour         |
| 2011  | Good Time (Acoustique) | Stephan Mucchielli | Deauville            | Nuits Blanches                |                                                    |
| 2011  | Mademoiselle X         | Winchester Tape    | Studio parisien      | Nuits Blanches                | Making of Calendrier 2012 de Clara Morgane         |
| 2012  | Je t'Adore             | Winchester Tape    | Paris                | Nuits Blanches                |                                                    |
| 2012  | Comme un Boomerang     | Winchester Tape    | Manoir parisien      | Nuits Blanches                | Making of Calendrier 2013 de Clara Morgane         |
| 2012  | Popobe                 | Inconnu            | France               |                               | Videoclip du DJ "Yohann K"                         |
| 2013  | Ce qu'il me faut       | Alexandre Roux     | Fabrick 48           |                               | Making of Calendrier 2014 de Clara Morgane         |
| 2014  | I'm So Excited         | Alexandre Roux     | Pink Paradise, Paris | So Excited                    | Making of Calendrier 2015 de Clara Morgane         |
| 2015  | Ève                    | Alexandre Roux     | Corse                | So Excited                    |                                                    |
| 2015  | Mon Étage              | Jey Olivier        | Majestic Hôtel       | So Excited                    | Making of Calendrier 2016 de Clara Morgane         |
| 2016  | Ouvre                  | Jey Olivier        | Manoir Parisien      | So Excited                    | Making of Calendrier 2017 de Clara Morgane         |